# Лесное Уколово (Воронежская область)
Лесно́е Уко́лово — хутор в Ольховатском районе Воронежской области России.
Входит в состав Караяшниковского сельского поселения.

## Население
| 1859 | 1897  | 2010 |
| ---- | ----- | ---- |
| 1625 | ↗2793 | ↘1   |

## Улицы
На хуторе имеется одна улица — Димитрова.